# Clemente Arraiz
Clemente Pedro Arraiz Inchaurregi, conocido también por el sobrenombre de Tiziano (Vitoria, 1873-9 de noviembre de 1952), fue un pintor español.

## Biografía
Natural de Vitoria, cursó clases de dibujo joven, pero luego incursionó en el campo de la pintura industrial. El apodo de Tiziano lo recibió de sus amigos. Aprendió con Fernando de Amárica e Ignacio Díaz Olano, vitorianos como él. Marchó a París con su novia, Jesusa Ibarra. Allí tuvo ocasión de empaparse del arte que colgaba de las paredes de los museos del Louvre y Luxemburgo, que frecuentó. Volvió tras cinco años en la urbe francesa. Habiendo estudiado en la Escuela de Artes y Oficios, perdería frente a Díaz Olano en la oposición a profesor de dibujo en esa institución a su vuelta a la capital alavesa. Abrió su primer taller en el año 1906.
Tuvo un hijo, Jesús, que también se desempeñó como pintor. Arraiz Inchaurregi falleció el 9 de noviembre de 1952. El Ayuntamiento de Vitoria, al que la familia donó el último cuadro pintado por él, le honró con una calle en una zona de la ciudad en la que está rodeado de otros pintores, como Mauro Ortiz de Urbina, Serafín Ajuria y Gustavo de Maeztu.
Falleció el 9 de noviembre de 1952.

## Obras
Fue autor de diversas obras:
- Vuelta del Zadorra en Víllodas (1895)
- Parque del Retiro de Madrid
- Bodegón con manzanas
- Peonías (1903)
- Jarrón con flores
- Parque de Castrelos-Vigo